# Stanoviště
Stanoviště (in tedesco Stanowischt) è un comune della Repubblica Ceca facente parte del distretto di Brno-venkov, in Moravia Meridionale.